# Domherr
Domherr oder Domicellar (auch lateinisch Domicellarius), auch Domizellar, ist ein geistliches Amt in der katholischen Kirche und ein Ehrenamt in der evangelischen Kirche.
Vor dem 19. Jahrhundert bezeichnete der Titel zumeist adelige Männer, die eine Domherren- oder Domizellarius-Präbende besaßen, also das Anrecht auf die zum Amt gehörenden Bezüge. Domherren waren also nicht unbedingt Kapitulare, nicht einmal unbedingt geweiht, sondern Beamte geistlicher Fürsten, weshalb auch Kinder und Jugendliche, die Chor- oder Klosterschulen besuchten, nach der Firmung und Tonsurierung Zellarii wurden. Man unterschied – manchmal auch im Chorgestühl getrennte – weltliche und geistliche Domherren. Letztere durften die schwarze Soutane tragen und konnten in das Domkapitel aufgenommen werden, wie man aus den Lebensläufen mehrerer Würzburger Domherren (z. B. Johann Philipp von Frankenstein, Johann Adolph von Hettersdorf oder Johann von Wolfskeel) schließen kann.